# SW Большого Пса
SW Большого Пса (лат. SW Canis Majoris), HD 54520 — двойная затменная переменная звезда типа Алголя (EA) в созвездии Большого Пса на расстоянии приблизительно 2055 световых лет (около 630 парсеков) от Солнца. Видимая звёздная величина звезды — от +9,75m до +9,12m. Орбитальный период — около 10,092 суток. Возраст звезды оценивается как около 630 млн лет.

## Характеристики
Первый компонент — белый субгигант спектрального класса A3IV. Масса — около 2,22 солнечных, радиус — около 3 солнечных, светимость — около 35 солнечных. Эффективная температура — около 8070 К.
Второй компонент — белый субгигант спектрального класса A3IV. Масса — около 2,03 солнечных, радиус — около 2,5 солнечных, светимость — около 22 солнечных. Эффективная температура — около 8000 К.